# Cole Anthony
Cole Hinton Anthony (Portland, Oregón, 15 de mayo de 2000) es un baloncestista estadounidense que pertenece a la plantilla de los Milwaukee Bucks de la NBA. Con 1,88 metros de estatura juega en la posición de base. Su padre, Greg Anthony, también fue jugador de baloncesto en la NBA.

## Trayectoria deportiva

### Instituto
Sus tres primeros años de instituto los pasó en el Archbishop Molloy High School de Briarwood (Queens), mientras que para su temporada sénior fue transferido  a la Oak Hill Academy en Virginia, reconocida por su buen programa de baloncesto. Esa temporada Anthony promedió 18,5 puntos, 10,2 rebotes y 10,2 asistencias por partido, lo que llevó a Oak Hill a un récord de 31-5, y se convirtió en el primer jugador en la historia de la escuela en promediar un triple-doble.
Participó esa temporada en los tres all-star más prestigiosos del baloncesto de instututo a nivel nacional, McDonald's All-American Game, Jordan Brand Classic y Nike Hoop Summit, siendo elegido en los tres como mejor jugador.

### Universidad
Jugó una temporada con los Tar Heels de la Universidad de Carolina del Norte en Chapel Hill, en la que promedió 18,5 puntos, 5,7 rebotes, 4,0 asistencias y 1,3 robos de balón por partido. Al término de la misma fue incluido en el tercer mejor quinteto de la Atlantic Coast Conference y también en el mejor quinteto de novatos.
El 14 de abril de 2020 se declaró elegible para el Draft de la NBA, renunciando a los tres años de universidad que le quedaban.

#### Estadísticas
| Año     | Equipo         | PJ | PT | MPP  | %TC  | %3P  | %TL  | RPP | APP | ROB | TPP | PPP  |
| ------- | -------------- | -- | -- | ---- | ---- | ---- | ---- | --- | --- | --- | --- | ---- |
| 2019–20 | North Carolina | 22 | 20 | 34.9 | .380 | .348 | .750 | 5.7 | 4.0 | 1.3 | .3  | 18.5 |

### Profesional

#### Orlando Magic (2020-2025)
Fue elegido en la decimoquinta posición del Draft de la NBA de 2020 por los Orlando Magic. El 20 de enero de 2021, Anthony anotó 13 puntos, junto con un triple ganador sobre la bocina para das la victoria a su equipo por 97–96 contra los Minnesota Timberwolves. El 1 de mayo de 2021 registró 26 puntos, el máximo de su carrera, junto con un triple ganador del partido con 0,1 segundos restantes para derrotar a los Memphis Grizzlies. El 16 de mayo se convirtió en el primer rookie de los Magic en anotar más de 30 puntos en un partido desde que Victor Oladipo anotó 30 el 21 de febrero de 2014 contra los New York Knicks y fue la quinta actuación más anotadora de un novato en la historia del equipo. Concluyó su temporada de novato con cuatro partidos de más de 20 puntos, 19 partidos de puntuación de dos dígitos en los últimos 22, y dos partidos ganados sobre la bocina con un triple.
El 26 de octubre de 2022 quedó fuera de juego por una lesión en el músculo oblicuo interno derecho. El 29 de diciembre, la NBA lo suspendió por un partido sin paga debido a que salió del banquillo durante un altercado en un encuentro contra los Detroit Pistons el día anterior.

#### Milwaukee Bucks (2025-presente)
El 15 de junio de 2025 fue traspasado a los Memphis Grizzlies junto con Kentavious Caldwell-Pope, cuatro selecciones de primera ronda sin protección y un intercambio de selecciones de primera ronda a cambio de Desmond Bane. Pero, el 12 de julio, antes de disputar ningún encuentro con los Grizzlies, acuerda una rescisión de contrato, firmando al día siguiente con Milwaukee Bucks.

## Estadísticas de su carrera en la NBA

### Temporada regular
| Año     | Equipo  | PJ  | PT  | MPP  | %TC  | %3P  | %TL  | RPP | APP | ROB | TPP | PPP  |
| ------- | ------- | --- | --- | ---- | ---- | ---- | ---- | --- | --- | --- | --- | ---- |
| 2020-21 | Orlando | 47  | 34  | 27.1 | .397 | .337 | .832 | 4.7 | 4.1 | .6  | .4  | 12.9 |
| 2021-22 | Orlando | 65  | 65  | 31.7 | .391 | .338 | .854 | 5.4 | 5.7 | .7  | .3  | 16.3 |
| 2022-23 | Orlando | 60  | 4   | 25.9 | .454 | .364 | .894 | 4.8 | 3.9 | .6  | .5  | 13.0 |
| 2023-24 | Orlando | 81  | 0   | 22.4 | .435 | .338 | .826 | 3.8 | 2.9 | .8  | .5  | 11.6 |
| 2024-25 | Orlando | 67  | 22  | 18.4 | .424 | .353 | .823 | 3.0 | 2.9 | .7  | .5  | 9.4  |
| Total   | Total   | 320 | 125 | 24.5 | .419 | .345 | .847 | 4.3 | 3.8 | .7  | .4  | 12.5 |

### Playoffs
| Año   | Equipo  | PJ | PT | MPP  | %TC  | %3P  | %TL  | RPP | APP | ROB | TPP | PPP |
| ----- | ------- | -- | -- | ---- | ---- | ---- | ---- | --- | --- | --- | --- | --- |
| 2024  | Orlando | 7  | 0  | 14.7 | .317 | .154 | .889 | 2.1 | 1.3 | .6  | .1  | 5.1 |
| 2025  | Orlando | 5  | 0  | 10.2 | .286 | .000 | .750 | 1.4 | 1.2 | .0  | .2  | 2.2 |
| Total | Total   | 12 | 0  | 12.8 | .309 | .105 | .846 | 1.8 | 1.3 | .3  | .2  | 3.9 |